# ISO 3166-2:PG
ISO 3166-2:PG — стандарт Международной организации по стандартизации, который определяет геокоды. Является подмножеством стандарта ISO 3166-2, относящимся к Папуа — Новой Гвинеи. Стандарт охватывает 1 автономный регион, 1 национальный столичный округ и 18 провинций Папуа — Новой Гвинеи. Каждый геокод состоит из двух частей: кода Alpha2 по стандарту ISO 3166-1 для Папуа — Новой Гвинеи — PG и дополнительного кода записанных через дефис. Дополнительный трёхбуквенный код образован созвучно: названию, аббревиатуре названия региона, округа и провинции. Геокоды автономного региона, национального столичного округа и провинций Папуа — Новой Гвинеи являются подмножеством кодов домена верхнего уровня — PG, присвоенного Папуа — Новой Гвинее в соответствии со стандартами ISO 3166-1.

## Геокоды Папуа — Новой Гвинеи
Геокоды 1 автонмого региона, 1 национального столичного округа и 18 провинций административно-территориального деления Папуа — Новой Гвинеи.
| Геокод | Административная единица | Статус                       |
| ------ | ------------------------ | ---------------------------- |
| PG-NCD | Столичный округ          | национальный столичный округ |
| PG-NSB | Бугенвиль                | автономный регион            |
| PG-ESW | Восточный Сепик          | провинция                    |
| PG-WPD | Западная                 | провинция                    |
| PG-NPP | Оро                      | провинция                    |
| PG-EPW | Энга                     | провинция                    |
| PG-EHG | Истерн Хайлендс          | провинция                    |
| PG-CPM | Центральная              | провинция                    |
| PG-GPK | Залив                    | провинция                    |
| PG-MPM | Маданг                   | провинция                    |
| PG-WBK | Восточная Новая Британия | провинция                    |
| PG-MBA | Милн-Бей                 | провинция                    |
| PG-MPL | Моробе                   | провинция                    |
| PG-CPK | Симбу                    | провинция                    |
| PG-EBR | Восточная Новая Британия | провинция                    |
| PG-SAN | Сандаун                  | провинция                    |
| PG-NIK | Новая Ирландия           | провинция                    |
| PG-MRL | Манус                    | провинция                    |
| PG-SHM | Саутерн-Хайлендс         | провинция                    |
| PG-WHM | Уэстерн-Хайлендс         | провинция                    |

## Геокод пограничного Папуа — Новой Гвинее государства
- Индонезия — ISO 3166-2:ID (на западе).